# Láska přes internet
Láska přes internet (v anglickém originále You've Got Mail) je americká filmová komedie z roku 1998. Režisérem filmu je Nora Ephron. Hlavní role ve filmu ztvárnili Tom Hanks, Meg Ryanová, Parker Posey, Jean Stapleton a Greg Kinnear.

## Děj
Kathleen Kelly vlastní malé dětské knihkupectví „The Shop Around the Corner“ na Manhattanu, které zdědila po své matce. Žije s přítelem Frankem Navaskym, levicově orientovaným novinářem. Frank je fascinován svým starožitným psacím strojem, zatímco Kathleen využívá moderní technologii – svůj notebook a e-mailový účet AOL pod přezdívkou „Shopgirl“. Prostřednictvím internetu si píše s anonymním partnerem „NY152“, se kterým si záměrně neprozrazují žádné osobní údaje kromě toho, že má psa jménem Brinkley.
Joe Fox, vlastník knihkupeckého řetězce Fox Books, otevírá novou pobočku jen několik bloků od knihkupectví Kathleen. Když se Joe jednou zastaví v jejím obchodě během čtení pohádek pro děti, oba se setkají a krátce si povídají. Joe se nepředstaví celým jménem a skryje svou identitu poté, co Kathleen projeví pohrdání vůči velkým knihkupeckým řetězcům. Později se setkají na společenské události v nakladatelském odvětví, kde Kathleen zjistí, že Joe je z Fox Books. Vyústí to v konfrontaci, která odhalí jejich vzájemné profesionální nepřátelství.
Kathleen se cítí ohrožena přítomností Fox Books a rozhodne se bojovat. Požádá svého internetového přítele „NY152“ o radu, aniž by tušila, že je to Joe. Ten jí doporučí se bránit. Kathleen zahájí mediální kampaň, pořádá protesty a objevuje se v televizních pořadech, čímž získává podporu veřejnosti. Joe se potýká s negativním ohlasem, ale jeho otec ho uklidňuje, že časem vše utichne. „Shopgirl“ a „NY152“ se rozhodnou setkat osobně. Joe se k setkání přiblíží opatrně a zjistí, že jeho anonymní partnerkou je Kathleen. Rozhodne se svou identitu neodhalit a místo toho se k ní připojí pod záminkou náhody. Jejich setkání však končí hádkou a Kathleen Joea uráží. Později jí „NY152“ napíše, že lituje, že ji zklamal, a omlouvá se za své chování.
Navzdory svému úsilí musí Kathleen uzavřít svůj obchod, protože nemůže konkurovat cenám Fox Books. V této době končí i její vztah s Frankem, a to přátelsky. Joe si také uvědomuje, že jeho partnerka Patricia není pro něj ta pravá, a vztah ukončí. Joe si začne uvědomovat své city ke Kathleen a pokouší se navázat přátelství. Postupně se mezi nimi rozvíjí osobní vztah, přestože Kathleen stále vzpomíná na „NY152“. Joe nakonec jako „NY152“ navrhne další setkání. Těsně před schůzkou se Joe Kathleen přizná ke svým citům, ale neprozradí svou internetovou identitu. Kathleen se vydá na domluvené místo a objeví Joea se psem Brinkley. Uvědomí si pravdu a přizná, že si přála, aby „NY152“ byl právě Joe. Oba se obejmou a políbí, čímž příběh uzavírají.

## Obsazení
| Tom Hanks      | Joe Fox            |
| Meg Ryanová    | Kathleen Kelly     |
| Parker Posey   | Patricia Eden      |
| Jean Stapleton | Birdie Conrad      |
| Greg Kinnear   | Frank Navasky      |
| Steve Zahn     | George Pappas      |
| Heather Burns  | Christina Plutzker |
| Dave Chappelle | Kevin Jackson      |

## Ocenění
Meg Ryanová byla za svou roli ve filmu nominována na Zlatý glóbus.